# Parque natural de la Arrábida
El parque natural de la Arrábida (oficialmente en portugués Parque Natural da Arrábida, PNA) es una reserva biogenética de Portugal situada en la sierra de la Arrábida, en la península de Setúbal, en el distrito de Setúbal.
El parque está integrado en redes internacionales de conservación. Todo su territorio está clasificado como Sitio de Especial Interés para la Conservación de la Natureza - Biotopo CORINE.

## Geología
De especial importancia, es la existencia de algunos afloramientos rocosos, principalmente las calizas blancas del Sur y las grisáceas del Norte. También es destacable la existencia de la conocida breccia da Arrábida.

## Flora
En esta área protegida subsiste vegetación natural de gran importancia conservacionista, no sólo desde el punto de vista nacional sino también internacional. La flora subacuática tiene también características de destacada importancia ecológica.

## Fauna
De especial relevancia, el valor de la fauna marina a lo largo de la costa del parque, como por ejemplo en la Piedra da Anicha. La bahía costera es una zona importante para la crianza y mantenimiento de la fauna marítima del Atlántico Norte. 

## Playas
En el parque se encuentran diversas playas muy destacadas de gran belleza y de grandes cualidades ambientales. Entre ellas la playa de Galapinhos fue elegida la más bonita de Europa en una votación en la que participaron más 130 países que escogió los mejores paisajes de 280 zonas de playas del continente europeo.
- Playa de Albarquel
- Playa de la Figueirinha
- Playa de Galapos
- Playa de Galapinhos
- Playa de los Conejos
- Playa del Creiro
- Playa del Portinho da Arrábida
- Playa de Alpertuche

## Galería de imágenes

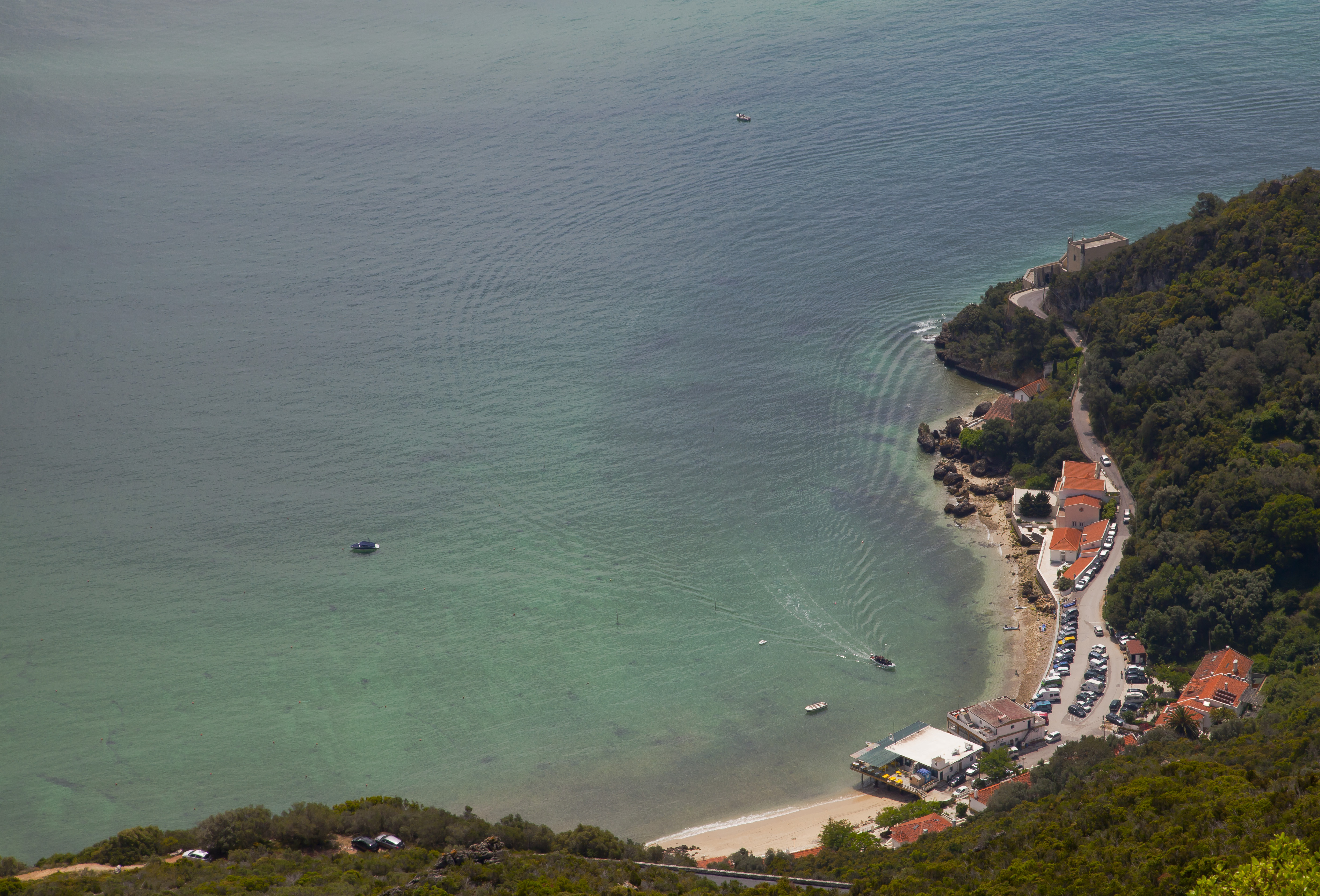
Playa del Portinho da Arrábida.
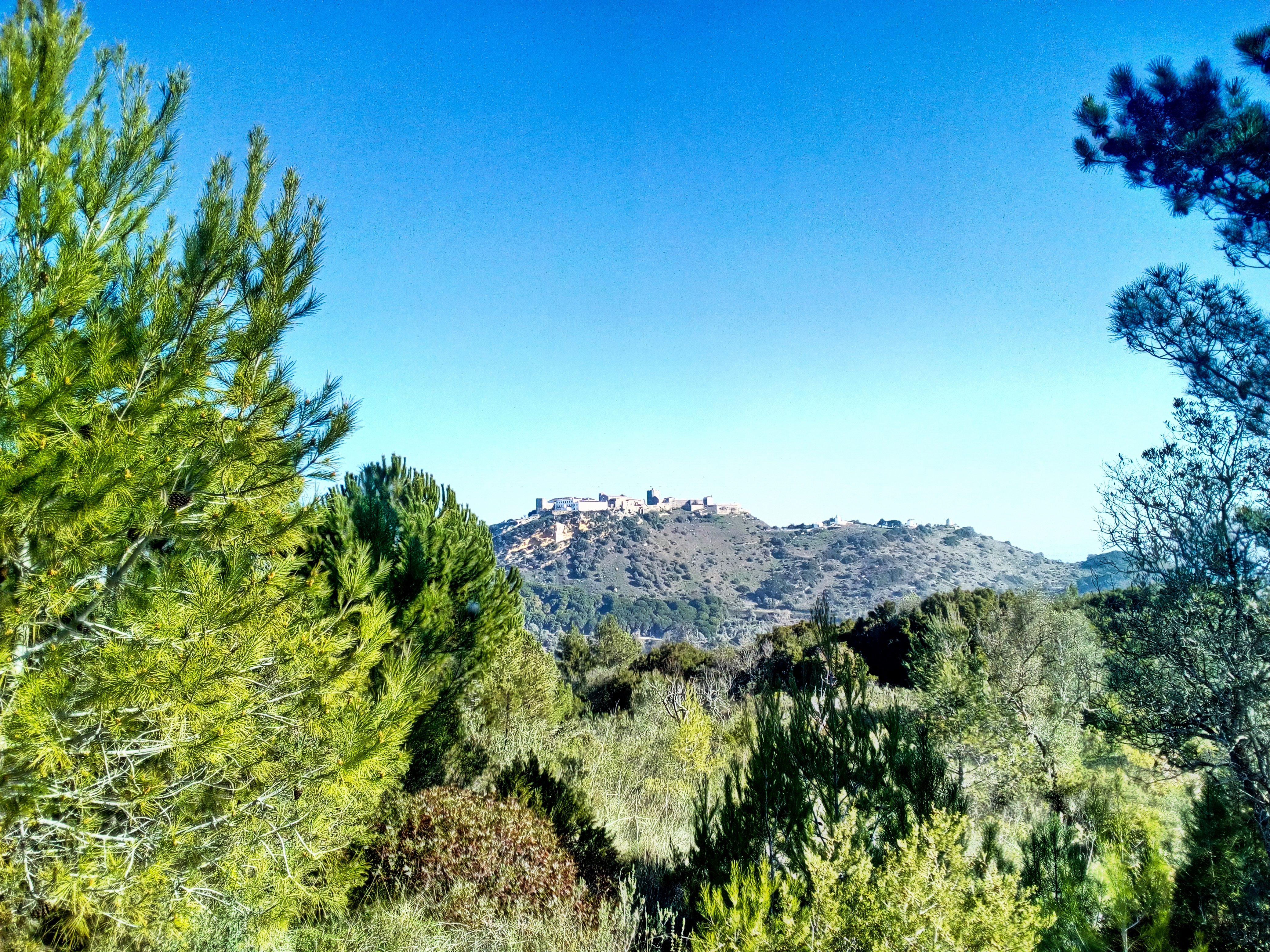
Sierra de los Gaiteiros.
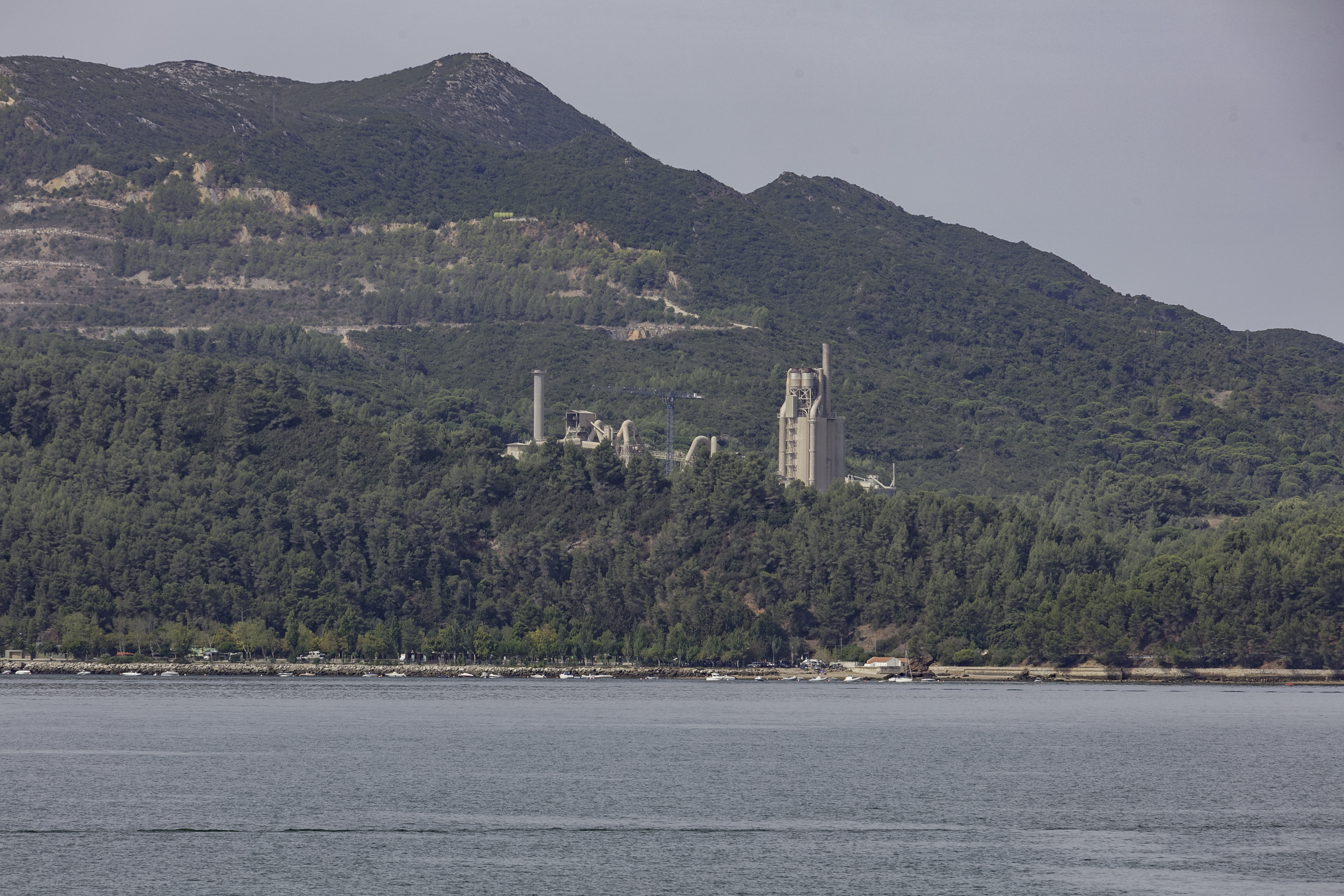
Cementera de Secil, Outão.
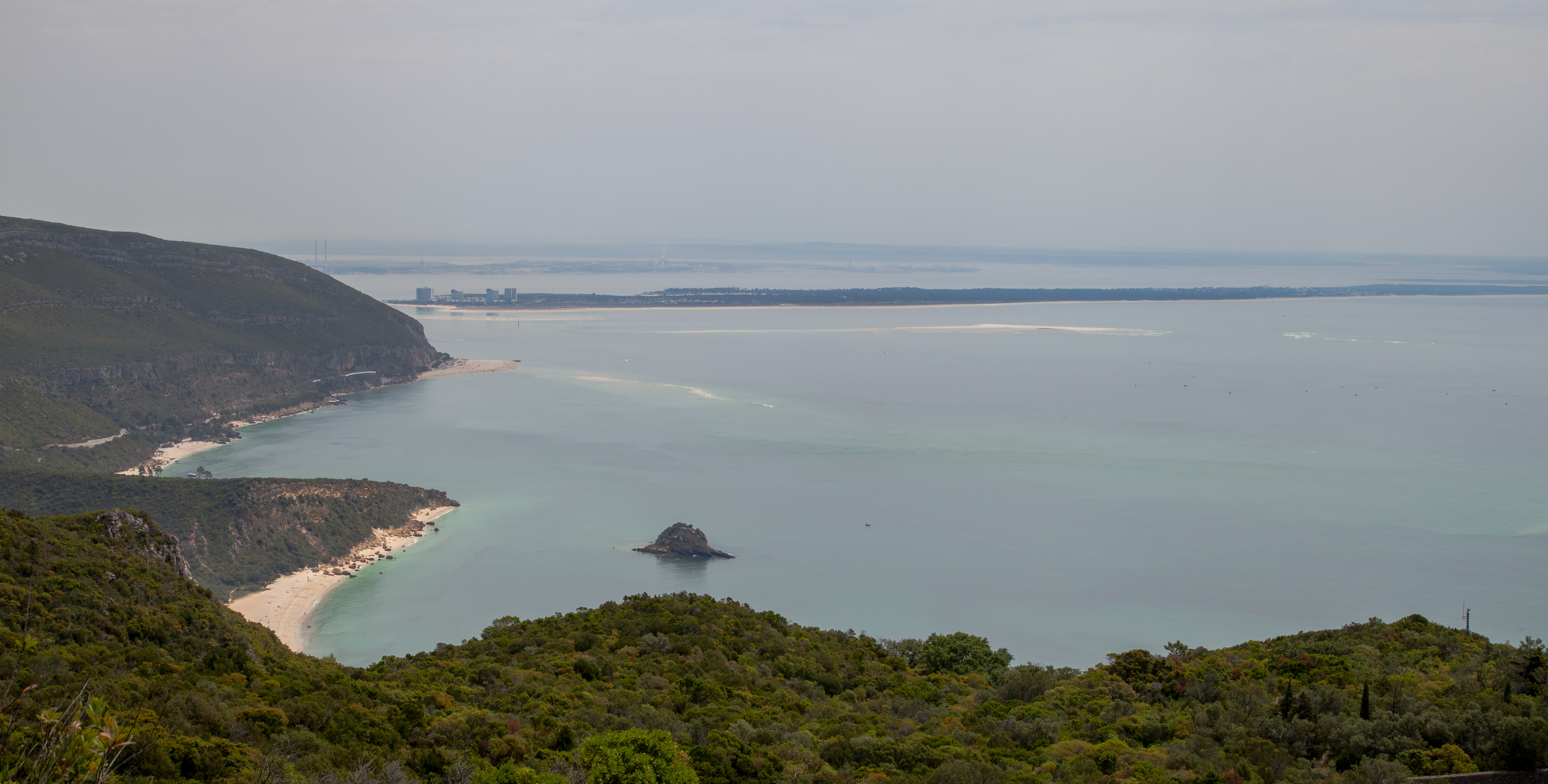
Playa del parque.
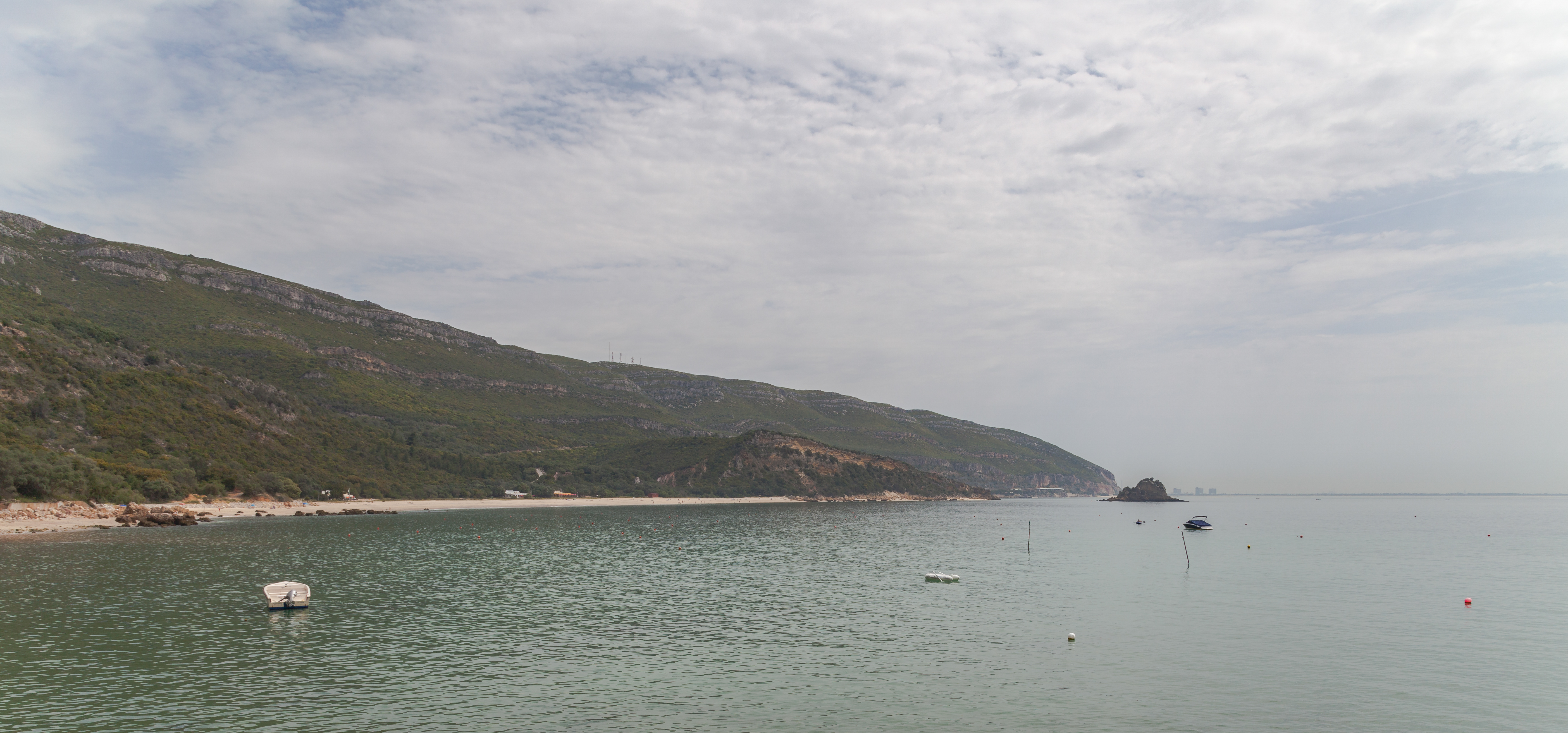
Vista desde la playa.
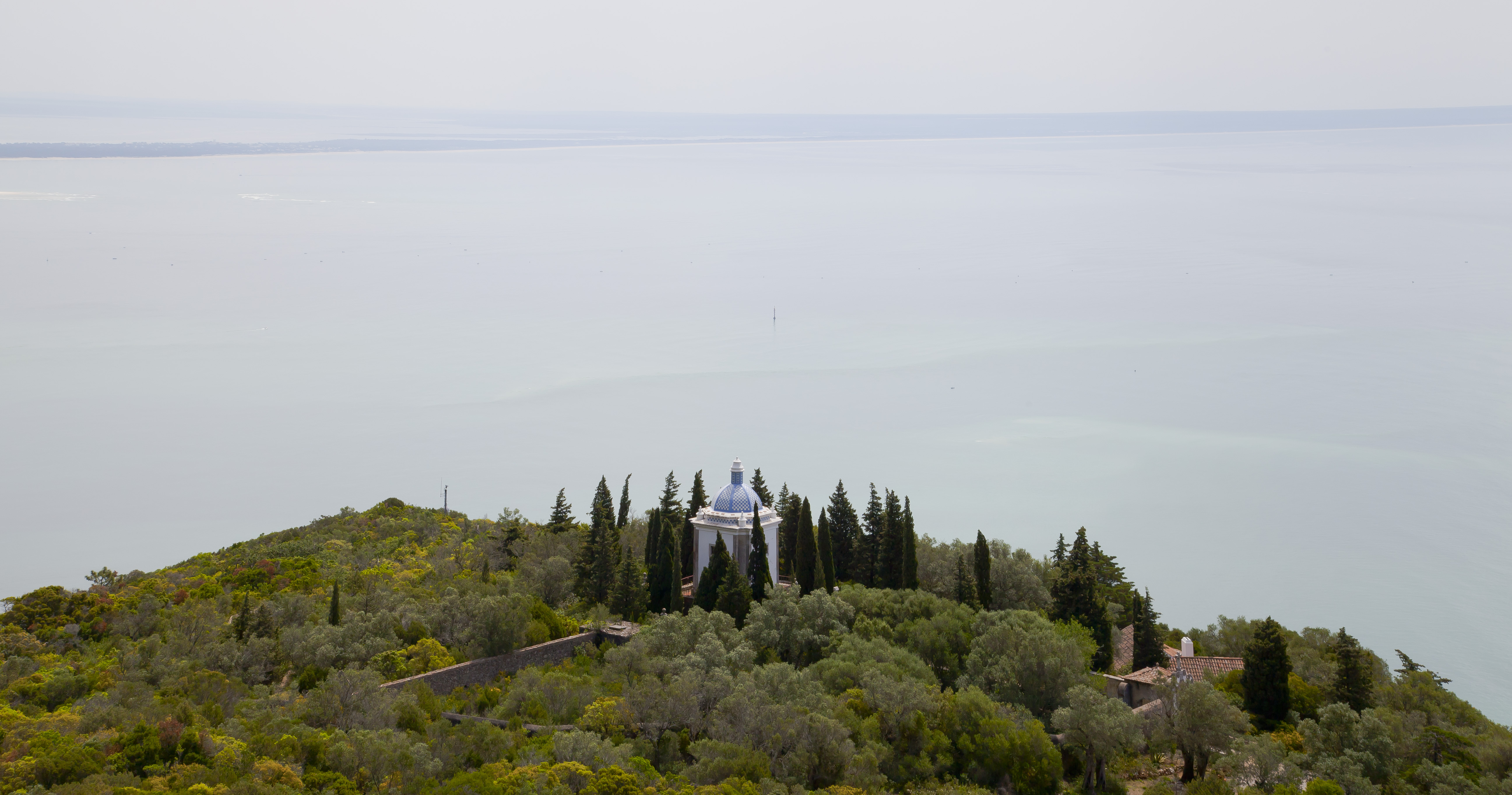
Torre.
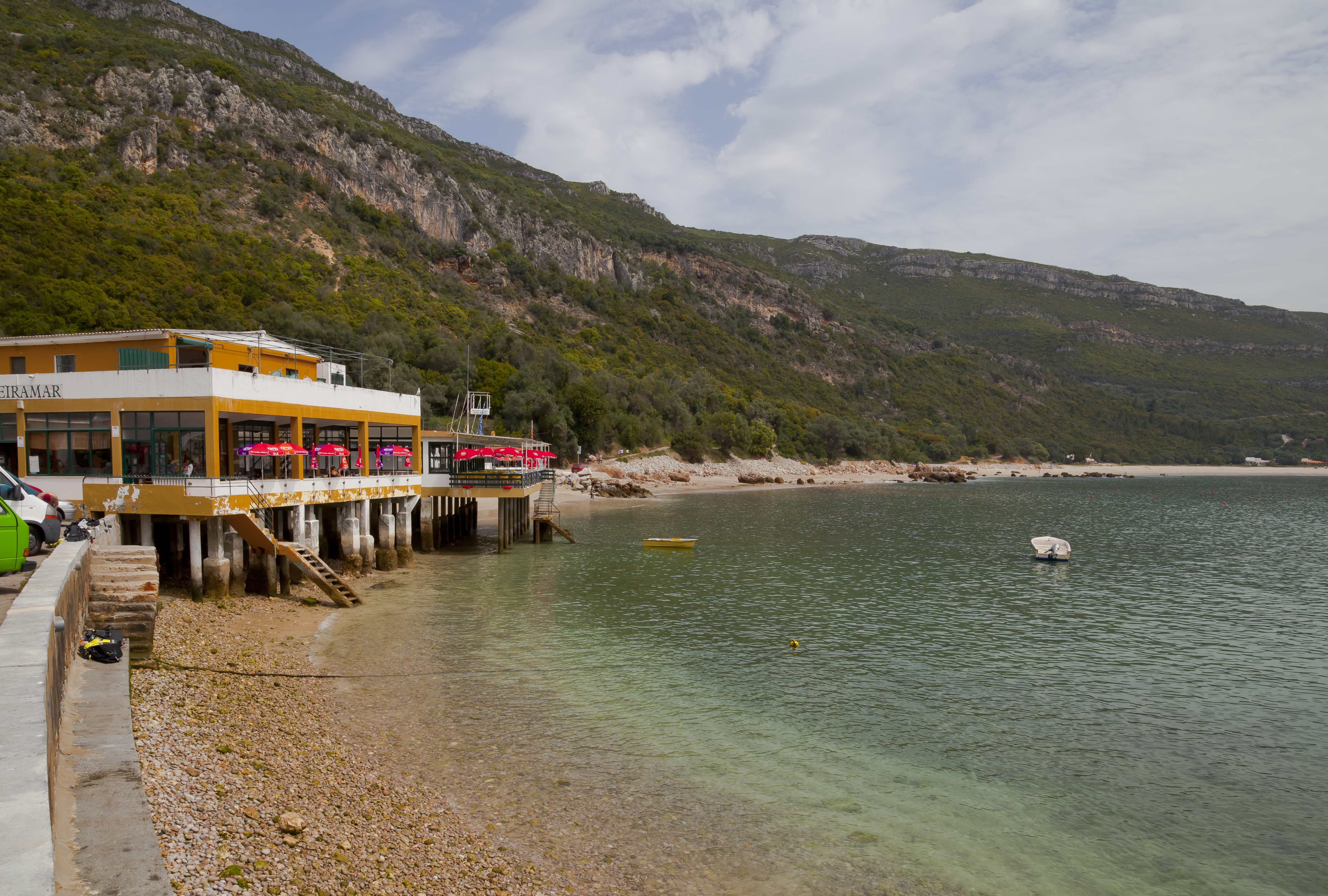
Bahía en el parque